# 細川光洋
細川 光洋（ほそかわ みつひろ、1967年4月21日 - ）は、日本の国文学者（日本近代文学・国語科教育法）、教育者。学位は修士（教育学）（早稲田大学・1994年）。静岡県立大学国際関係学部教授・大学院国際関係学研究科教授。
立教英国学院教諭、桐蔭学園中学校教諭、高知工業高等専門学校総合科学科准教授などを歴任した。

## 概要
日本近代文学や国語科教育法を専攻する国文学者である。吉井勇、谷崎潤一郎、寺田寅彦らの作品の研究で知られている。中学校などで教鞭を執ったのち、高知工業高等専門学校や静岡県立大学に転じ、研究と教育を行っている。
自身が専門とする文学を学ぶことについて、「言葉を通して先人たちから引き継いだ思考の『しぐさ』（知恵）を学ぶこと」だと位置づけている。

## 来歴

### 生い立ち
1967年4月21日、神奈川県横浜市にて生まれた。早稲田大学に進学し、教育学部の国語国文学科にて学んだ。1990年3月、早稲田大学を卒業した。その後、早稲田大学の大学院に進学し、教育学研究科の国語教育専攻にて学んだ。1994年3月、早稲田大学大学院の修士課程を修了し、修士（教育学）の学位を取得した。

### 教育者、研究者として
大学院修了後は、立教英国学院の中等部と高等部にて、1994年9月より教諭として教壇に立った。1997年9月からは、桐蔭学園中学校や桐蔭学園中等教育学校において教諭を務めた。2006年4月、高知工業高等専門学校において、総合科学科の准教授に就任した。2015年4月、静岡県立大学に転じ、国際関係学部の教授に就任し、主として国際言語文化学科の講義を担当する。また、静岡県立大学大学院国際関係学研究科の教授を兼務し、主として比較文化専攻の講義を担当する。2020年4月より、新設された静岡県立農林環境専門職大学にて生産環境経営学部の講師を兼任し、主として生産環境経営学科の講義を担当した。
並行して母校である早稲田大学の大学院教育学研究科に進学し、2018年3月に博士課程を単位取得退学した。

## 研究
専門は国文学であり、特に日本近代文学や国語科教育法といった分野の研究に従事していた。日本の近代文学に関しては、特に吉井勇、谷崎潤一郎、寺田寅彦の3名の作品を俎上に載せることが多い。具体的には、吉井勇や斎藤茂吉などといった近代における歌人について研究している。なお、吉井勇と湯川秀樹との交流についても調査しており、今まで知られていなかった湯川から吉井への書簡の内容を明らかにした。京都府立総合資料館が所有する吉井の遺品4500点を分析するなかで、消印が不鮮明で詳細な検証もされず未解明のまま放置されていた湯川からの封書や葉書に着目し、その詳細を明らかにした。書簡の中には、敗戦後の京都を詠んだ歌など湯川の短歌も幾つか遺されていたが、そのうち4首は歌集にも収録されておらず新発見となった。さらに、斎藤茂吉から吉井への葉書も幾つか発見したが、そこには吉井の再婚を祝うとともに羨んでいる斎藤の歌が遺されていた。なお、斎藤と吉井とのやり取りが直接確認できる資料は今まで全く見つかっておらず、これが史上初めての発見となった。また、寺田寅彦が行っていた教育法に焦点をあて、文理融合教育や防災教育についての研究を行っている。また、高知工業高等専門学校にて教鞭を執っていた際には、短歌の講義において、土佐弁の日常語を盛り込んだ「土佐弁短歌」づくりの指導に携わった。また、『地震雑感津浪と人間――寺田寅彦随筆選集』の編纂が評価され、高知県文教協会により2011年度の寺田寅彦記念賞に選出され、2012年に授与されている。また、2019年には静岡県立大学学長表彰を受けている。さらに『吉井勇の旅鞄――昭和初年の歌行脚ノート』が評価され、2022年に前川佐美雄賞が授与された。
これまでの業績を背景に、いくつかの文学賞にもかかわっている。本山町立大原富枝文学館が主催する大原富枝賞では高校生小説・随筆の部の最終選考委員を務めた。同様に、高知県芸術祭文芸賞では短編小説の部の選考委員を務め、高知県短詩型文学賞では短歌の部の選考委員を務めた。
学術団体としては、日本近代文学会、昭和文学会、日本文学協会、谷崎潤一郎研究会、早稲田大学国語教育学会などに所属している。

## 略歴
- 1967年 - 誕生[7]。
- 1990年 - 早稲田大学教育学部卒業[5]。
- 1994年 - 早稲田大学大学院教育学研究科修士課程修了[5]。
- 1994年 - 立教英国学院教諭[2]。
- 1997年 - 桐蔭学園中学校教諭[2]。
- 2006年 - 高知工業高等専門学校総合科学科准教授[2]。
- 2015年 - 静岡県立大学国際関係学部教授[2]。
- 2015年 - 静岡県立大学大学院国際関係学研究科教授。
- 2018年 - 早稲田大学大学院教育学研究科博士課程単位取得退学[5]。
- 2020年 - 静岡県立農林環境専門職大学生産環境経営学部講師[8]。

## 賞歴
- 2012年 - 寺田寅彦記念賞[16]。
- 2019年 - 静岡県立大学学長表彰[16]。
- 2022年 - 前川佐美雄賞[4][17][20]。

## 著作

### 単著
- 細川光洋著『寅彦をよむ』改訂版、『心技』、2008年。全国書誌番号:21475671
- 細川光洋著『吉井勇の旅鞄――昭和初年の歌行脚ノート』短歌研究社、2021年。ISBN 9784862726339

### 編纂
- 寺田寅彦著、千葉俊二・細川光洋編『地震雑感津浪と人間――寺田寅彦随筆選集』中央公論新社、2011年。ISBN 9784122055117
- 寺田寅彦著、千葉俊二・細川光洋編『怪異考／化物の進化』中央公論新社、2012年。ISBN 9784122056848
- 寺田寅彦著、千葉俊二・細川光洋選『寺田寅彦セレクション』1巻、講談社、2016年。ISBN 9784062902991
- 寺田寅彦著、千葉俊二・細川光洋選『寺田寅彦セレクション』2巻、講談社、2016年。ISBN 9784062903097
- 湯川秀樹著、細川光洋選『湯川秀樹歌文集』講談社、2016年。ISBN 9784062903257

### 解説、校訂等
- 吉井勇著『吉井勇全歌集』中央公論新社、2016年。ISBN 9784122062191
- 大河内正敏著『味覚――清美庵美食随筆集』改版、中央公論新社、2018年。ISBN 9784122066359

### 寄稿、分担執筆等
- 早稲田大学教育総合研究所監修『震災と教育――学び、将来へ伝える』学文社、2012年。ISBN 9784762022838
- 静岡県立大学国際関係学部国際言語文化学科細川光洋ゼミ著『卒業論文集――日本近代文学専攻』1巻、静岡県立大学国際関係学部、2019年。NCID BB22226325

## 関連人物
- 斎藤茂吉
- 谷崎潤一郎
- 千葉俊二
- 寺田寅彦
- 湯川秀樹
- 吉井勇